# Seus Pontos Fracos
Seus Pontos Fracos (em inglês: Your Erroneous Zones) é um livro de autoajuda e best seller escrito por Wayne Dyer, publicado pela primeira vez em 1976. 
O livro de 218 páginas esteve na lista dos mais vendidos do The New York Times, alcançando o primeiro lugar na categoria não-ficção em maio de 1977. Manteve-se nessa posição até novembro do mesmo ano, figurando entre os mais vendidos por 64 semanas.
Vendeu aproximadamente 35 milhões de cópias, estando entre os 50 livros mais vendidos da história.